# Synonymum
Synonyma, též slova souznačná, jsou slova nebo slovní spojení se vzájemně stejným nebo podobným významem, která lze za určitých okolností zaměňovat. Dodávají jazyku bohatství, umožňují jemné odstínění významů v závislosti na kontextovém a stylistickém zabarvení. Pokud k jednomu jevu existuje více synonymních výrazů, vytvářejí tzv. synonymickou řadu. Za jádro takové řady se považuje nejvíce stylisticky i emocionálně neutrální výraz.

## Rozdělení synonym
Synonyma se zpravidla rozdělují na:
- úplná,
- neúplná.

Úplná (čistá, absolutní) synonyma jsou ta, která mají zcela totožný význam a lze je volně zaměnit ve všech kontextech, kromě ustálených obratů (přísloví, pořekadel apod.). Takových synonym je ovšem velice málo. Příklady: hezký – pěkný, chlapec – hoch. I synonyma, která se jeví jako absolutní, mají tendenci se v běžném úzu spojovat s různými slovy, čímž dochází k postupnému oddalování jejich významů – např. slova statečný a odvážný lze považovat za absolutní, ale výraz statečný se spojuje spíše s osobami (statečný rytíř, voják), odvážný spíše s abstraktními výrazy (odvážný kousek, plán, projekt).
Zvláštní kategorií jsou synonyma, která se liší pouze stylovou platností (táta – tatínek) a dvojice českého pojmu s přejatým, tzv. jazykové ekvivalenty (přeprava – transport).
Daleko běžnější jsou synonyma neúplná (částečná), jejichž významy jsou navzájem blízké, ale nikoli totožné. Částečná synonyma se liší kontextovým a stylovým užitím, obsahem i rozsahem významu (červený – rudý), intenzitou (práce – dřina), dobovým užitím (krmě – jídlo), frekvencí užití (málokdy – zřídkavě). Za synonyma se považují i slova odvozená nebo slovotvorné varianty (dítě – děcko, jevit – projevit). Synonymy jsou také výrazy nářeční, argotické, slangové, které doplňují neutrální výraz (chlapec – ogar). Naproti tomu varianty tvaroslovné a hláskové se za synonyma nepovažují (brambor – brambora, vzlítnout – vzlétnout). Některá sousloví, zejména pořekadla a ustálené obraty, mají někdy svůj slovní synonymní protějšek (zůstat na ocet – neprovdat se); některé ustálené obraty mají dokonce synonymní protějšek sama o sobě (vzít nohy na ramena – prásknout do bot).
Zvláštním druhem synonym jsou tzv. synonyma idiografická, která se liší ve věcném významu, tudíž označují skutečnost z jiného hlediska (moudrý – chytrý, smělý – nebojácný). Tato synonyma můžeme dále rozdělit do dvou podskupin:
- specifikační – spojením slov červený a rudý vznikne sytě červený,
- intenzifikační – souvislost s projevem emocí (studený – ledový)

## Jazykové ekvivalenty
Slova přejatá z cizích jazyků jsou oproti českým protějškům zpravidla pociťována jako stylově vytříbenější (restaurant – hostinec) nebo eufemizující (impertinence – drzost), ovšem kromě většiny výrazů přejatých z němčiny (lágr – tábor, štucl – rukávník) a některých dalších výjimek (lavor – umyvadlo).
V odborné literatuře se častěji užívají výrazy přejaté, v popularizační literatuře je lepší preferovat jejich české protějšky (marginální – okrajový, binom – dvojčlen), pokud už nejsou málo užívané (azbest – osinek).

## Synonymní výpovědi
Synonymie se nemusí týkat pouze slov, ale i vět nebo jiných delších textových útvarů. Takové výpovědi se označují jako parafráze (výpověď opakuje totéž v jiné podobě) nebo perifráze (výpověď je přesnější specifikací nebo slovním opisem původní výpovědi). Za synonymní výpovědi se považují takové, které mají stejný obsah, stejnou presupozici (předpoklad mluvčího) a stejné pravdivostní podmínky. Přitom mohou mít zaměněné téma a réma, intonaci, podmět a předmět a mohou vyplývat z jiného kontextu nebo jiný kontext vytvářet.
Větná synonymie vzniká:
- slovní synonymií: tatínek je lingvista – otec je jazykovědec,
- záměnou slovosledu: Pod stolem leží kniha. – Kniha leží pod stolem.
- záměnou věty vedlejší za větný člen: Ten zápas potřebujeme vyhrát. – Potřebujeme, abychom ten zápas vyhráli.
- univerbizací nebo multiverbizací: Odpoledne musím navštívit zubaře. – V průběhu odpoledne musím vykonat návštěvu u zubního lékaře.
- záměnou podmětu a předmětu: Tento dům postavil můj otec. – Tento dům byl postaven mým otcem.

Ovšem záměnou některých z těchto podmínek se může synonymie ztratit – např. u záporných vět může slovosled změnit rozsah negace: Maminka nečte za domem knihu. (Maminka tam čte něco jiného.) × Za domem nečte knihu maminka. (Knihu tam čte někdo jiný.) × Maminka nečte knihu za domem. (Knihu čte někde jinde.).

## Synonyma pro jednotlivé slovní druhy
Synonyma se vyskytují u všech slovních druhů, i když nejběžnější jsou u slov plnovýznamových (podstatná jména, přídavná jména, slovesa, příslovce).

### Příklady synonym pro jednotlivé slovní druhy
| Slovní druh     | Výraz    | Synonymum |
| --------------- | -------- | --------- |
| podstatné jméno | ponožka  | fusekle   |
| přídavné jméno  | statečný | odvážný   |
| zájmeno         | všichni  | všicci    |
| číslovka        | mnoho    | hodně     |
| sloveso         | bít      | mlátit    |
| příslovce       | hloupě   | nechápavě |
| předložka       | kromě    | mimo      |
| spojka          | protože  | poněvadž  |
| částice         | ano      | jo        |
| citoslovce      | buch     | řach      |

## Biologie

### Anatomie
Seu neboli sive znamená latinsky nebo.
Používá se pro označení synonym v anatomii (např. kost stehenní – os femoris seu femur).

### Biologická nomenklatura
Synonymum (zkratka syn.) je v nomenklatuře jiné jméno téhož taxonu používané jinými autory. Platný je vždy jen ten název, pod kterým byl taxon popsán. Synonyma se v biologii rozlišují na objektivní (o synonymii pojmenování není sporu) a subjektivní (taxony jsou považovány za tytéž jen některými autory) a také na mladší a starší.

## Statistika
Odhaduje se, že synonyma existují k přibližně 23 000 českým slovům a celkový počet synonym je kolem 100 000.